# Meropenem
Meropenem (łac. meropenemum) – wielofunkcyjny organiczny związek chemiczny, bakteriobójczy antybiotyk beta-laktamowy z grupy karbapenemów, oporny na działanie większości β-laktamaz oraz dehydropeptydazy-I (DHP-I).

## Mechanizm działania
Meropenem jest antybiotykiem bakteriobójczym, hamującym syntezę ściany komórkowej bakterii Gram-ujemnych oraz Gram-dodatnich poprzez unieczynnianie białek wiążących penicylinę. Meropenem jest oporny na działanie większości β-laktamaz oraz dehydropeptydazy-I (DHP-I).

## Zastosowanie
- zakażenia u dorosłych i dzieci w wieku powyżej 3 miesiąca życia[5]:
  - ciężkie zapalenie płuc, w tym szpitalne zapalenie płuc i respiratorowe zapalenie płuc
  - ostre zapalenie oskrzeli i zapalenie płuc w przebiegu mukowiscydozy
  - powikłane zakażenia układu moczowego
  - powikłane zakażenia wewnątrzbrzuszne
  - zakażenia śródporodowe i poporodowe
  - powikłane zakażenia skóry i tkanek miękkich
  - ostre bakteryjne zapalenie opon mózgowo-rdzeniowych
- gorączka neutropeniczna z podejrzeniem zakażenia bakteryjnego
- bakteriemia z gorączką związana lub podejrzewana o związek z powyższymi zakażeniami

W 2016 roku meropenem był dopuszczony do obrotu w Polsce w preparatach prostych.

## Działania niepożądane
Meropenem może powodować następujące działania niepożądane, występujące u ponad 1% pacjentów:
- biegunka
- nadwrażliwość skórna
- nudności
- wymioty
- trombocytoza
- odczyn zapalny w miejscu podania leku
- wzrost aktywności fosfatazy alkalicznej (FA)
- wzrost aktywności aminotransferazy alaninowej (AlAT)
- wzrost aktywności aminotransferazy asparaginianowej (AspAT)
- wzrost aktywności dehydrogenazy mleczanowej (LDH)